# Engländer (Spessart)

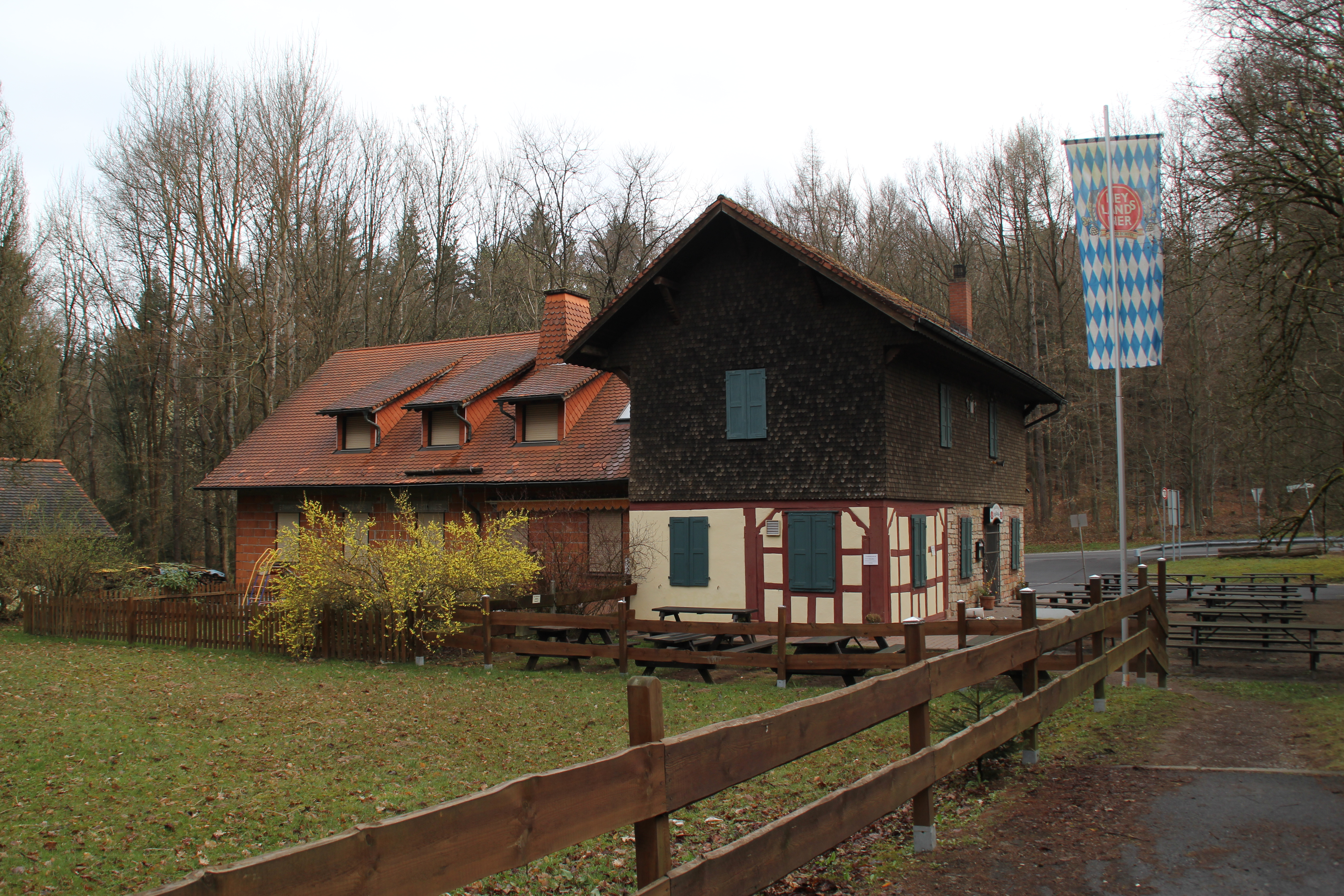
Das Forsthaus am Engländer

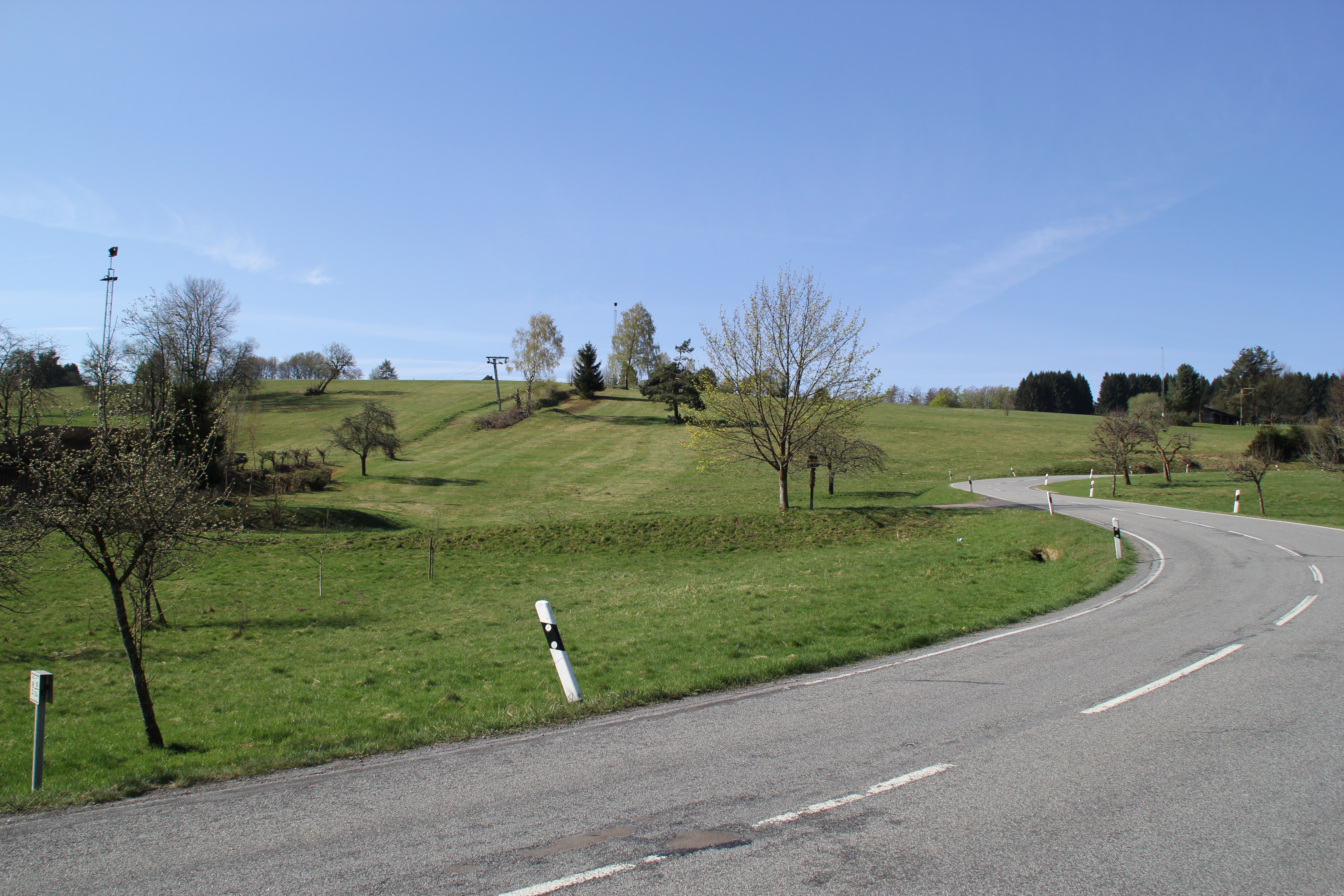
Die Skiabfahrt am Engländer im April von Nordosten

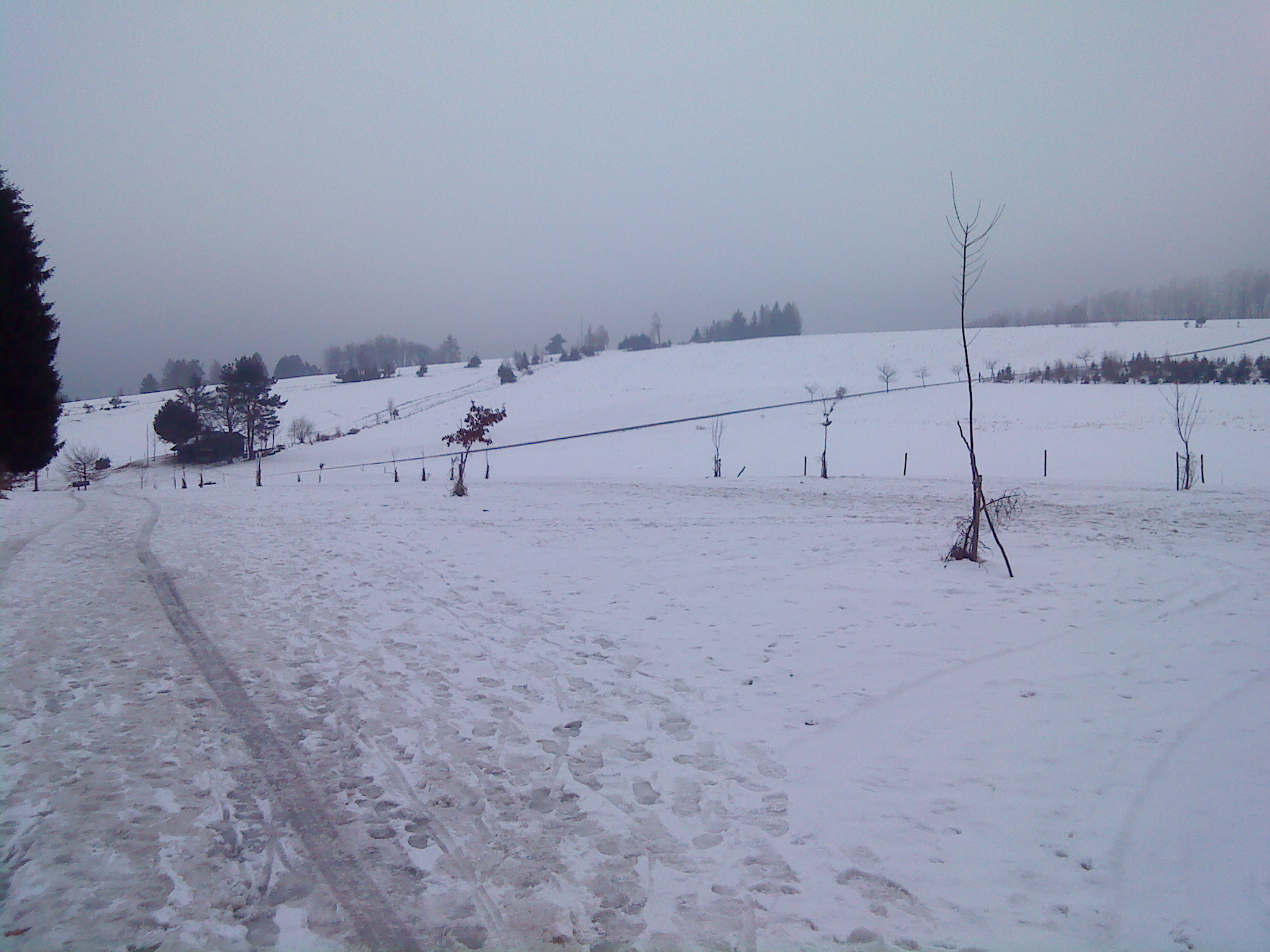
Die Skiabfahrt am Engländer im Januar von Nordwesten

Der Engländer ist ein Waldhaus im unterfränkischen Landkreis Aschaffenburg im  Spessart. 1845 ließ König Ludwig I. das Waldhaus erbauen.
Die lokale Bevölkerung nennt den Höhenzug, auf dem sich das Waldhaus befindet, ebenfalls „der Engländer“. Gemeint ist der Bergrücken der nördlichen Eselshöhe.

## Geographische Lage
Der Engländer befindet sich zwischen Jakobsthal und Sommerkahl an der Spessart-Höhenstraße von Sailauf Richtung Heinrichsthal, im gemeindefreien Gebiet Sailaufer Forst. Direkt am Waldhaus treffen sich die kurvigen Kreisstraßen AB 2, AB 23 und AB 19. Der Engländer liegt am Bergsattel zwischen den Gipfeln der Steigkoppe (502 m ü. NHN) und des Spindelberges (520 m ü. NHN). Am Engländer führt der Eselsweg und bis 2011 der Degen-Weg vorbei.

## Entstehung des Namens
Lange Zeit glaubte man, dass der Name Engländer vom althochdeutschen Wort Egelter abgeleitet wurde. Frei übersetzt bedeutet es „Igelholz“. So wurden früher junge, im Wachstum zurückgebliebene Nadelbäume bezeichnet. Andere glaubten, es wurde an diesem Ort ein Engländer erschlagen, der einen gestohlenen Beutel mit viel Geld aus der Kriegskasse der Schlacht bei Dettingen bei sich trug.
In einer am Faschingsdienstag 1931 gehaltenen Vorlesung vor der forstgeschichtlichen Sektion der forstlichen Fakultät der Engländer-Universität im Spessart, präsentierte der damalige Leiter der Forstamtsaußenstelle Wiesen auf der Grundlage von Nachforschungen in der Hofkammer in Mainz folgende Erklärung: 
Für das Waldgebiet der Steigkoppe wurde im 18. Jahrhundert ein neuer Förster aus dem Bayerischen Wald zugeteilt. Der kräftige Mann, der zu seiner Amtszeit in Sailauf wohnte, kehrte nach der Arbeit des Öfteren im Wirtshaus der Knöpphütte (heute Jakobsthal) ein. Dort kam es meist zu Schlägereien mit den Einheimischen. Diese Männer wollten es dem Förster heimzahlen. Zur damaligen Zeit, als auf dem Gipfelgrat Gold und Silbererz abgebaut wurde, musste zur Sicherheit ein Geländer aus Eichenplanken aufgestellt werden. Dieses wurde als Racheakt von den Einheimischen auf niederste Art besudelt.
Der betrunkene Förster, der aus dem Wirtshaus über den Berg nach Sailauf schwankte, stützte sich nichts ahnend an diesen Planken ab. Zuhause bemerkte er die Übeltat, säuberte seine Kleidung und schrieb einen Brief in seiner bayerischen Sprache an die Hofkammer in Mainz. „Sollt mer am ferschissnen Gländer oom am Berg a Hittn baun, dass mer di Lumpn besser im Aug bhaltn konn“.
Dieser Brief verweilte in Mainz mehrere Jahre, so dass die Schrift zum Teil nicht mehr zu lesen war. Als das Kurfürstentum Mainz aufgelöst wurde und die Ländereien an Bayern übergingen, gelangte das Schreiben an König Ludwig I. Dieser las die Worte: „am enGländer Hüttenbau“. Der König kam in den Spessart, um diese Hütte zu suchen. Als er feststellte, dass sie überhaupt nicht existierte, gab er sofort den Auftrag sie zu bauen.

## Geschichte
Der Engländer wurde am 16. August 1846 von Ludwig I. und seiner Frau Therese von Sachsen-Hildburghausen eingeweiht. Im Zweiten Weltkrieg wurde es zerstört und später wieder aufgebaut.

## Kultur und Sehenswürdigkeiten

### Wintersportanlage am Engländer
Seit 1969 befindet sich am Engländer eine Skiliftanlage. Es handelt sich dabei um zwei Doppelbügel-Schlepplifte und einen Kinderschlepplift. Die Skipiste ist rund 400 Meter lang. Außerdem gibt es eine Rodelabfahrt.
Nach dem Engländer sind die Engländerstraße in Sailauf, Jakobsthal und Vormwald benannt.

## Belege
1. 1 2  Forsthaus Engländer (Memento vom 6. Juni 2009 im Internet Archive)
2. 1 2  Unser Kahlgrund 1977. Heimatjahrbuch für den Landkreis Alzenau. Herausgegeben von der Arbeitsgemeinschaft zur Heimatforschung und Heimatpflege des Landkreises Alzenau, Landrat des Kreises. ISSN 0933-1328.
3. ↑  Informationstafel am Engländer

Koordinaten: 50° 3′ 21,3″ N, 9° 18′ 42,4″ O